# 聖米格爾杜埃尼亞斯
14°31′N 90°48′W / 14.517°N 90.800°W
聖米格爾杜埃尼亞斯（西班牙語：San Miguel Dueñas），是危地馬拉的城鎮，位於該國西南部，由薩卡特佩克斯省負責管轄，面積35平方公里，海拔高度1,458米，2002年人口8,966，人口密度每平方公里256.17人。